# じんぼただとし
じんぼ ただとし（神保 忠敏、生誕年不明 - ）は、京都府出身の編集者、ゲームデザイナーである。ボードゲーム専門のネットショップ「a-game」の店長でもある。

## 来歴
国際通信社発行のTRPG専門誌RPGamerの二代目編集長。『d20　ファイティング・ファンタジー』日本語版の後半のシリーズの編集も手がけた。『季刊 R・P・G』を創刊するも4号で休刊。その後、ウォーゲーム、海外ボードゲームを中心に扱うネットショップ「a-game」の店長を務めつつ、国際通信社の発行するシミュレーション・ゲーム誌であるコマンドマガジン日本版やウォーゲーム日本史の編集にも携わり、得意とする日本史テーマでいくつかゲームをデザインしている。

## 主な作品
- 長篠・設楽原合戦（長篠の戦いをテーマにするゲーム）
- 源平合戦 寿永の乱（源平合戦がテーマ)
- 会津戊辰戦争（会津戦争がテーマ）
- 伏見城攻防戦（a-gameで配布されたハガキサイズのゲーム）
- 新撰組・池田屋騒動（a-gameからダウンロード出来る無料ゲーム）
- 三方ヶ原合戦（三方ヶ原の戦いがテーマ）
- 桶狭間合戦 （桶狭間の戦いがテーマ）
- ぐるぐるにゃーす（インディーズ作品）